# Matteo Gentili
Matteo Gentili (Viareggio, 21 agosto 1989) è un ex calciatore italiano, di ruolo difensore.

## Carriera

### Club
Cresciuto nel Centrolido National, società di Viareggio, milita dai 12 anni al Margine Coperta, vivaio atalantino in provincia di Pistoia. Nel 2004 si trasferisce all'Atalanta.
Nella stagione 2006-2007 entra a far parte della Primavera e, nel finale di stagione, viene convocato in panchina per la prima volta in Serie A da mister Stefano Colantuono (il 27 maggio 2007, in Livorno-Atalanta 4-2). Nel campionato Primavera raggiunge la semifinale scudetto.
Nella stagione 2007-2008 diventa Capitano della Primavera e viene ancora una volta aggregato alla prima squadra, questa volta da Luigi Delneri (non riuscendo comunque ad esordirvi: l'unica apparizione in panchina è in un incontro di campionato pareggiato per 2-2 contro il Cagliari in casa nell'ottobre del 2007). Nel Torneo di Viareggio l'Atalanta viene eliminata dall'Inter in semifinale, Gentili segna il gol bergamasco ma i milanesi vincono 2-1 con un rigore realizzato nei minuti di recupero da Mario Balotelli. Al termine della stagione raggiunge anche la finale di Coppa Italia Primavera, vinta dalla Sampdoria ai rigori.
Nella stagione 2008-2009 si trasferisce al Pergocrema, società di Prima Divisione con la formula del prestito. Con la squadra lombarda disputa solo la gara del Primo turno della Coppa Italia contro il Foligno poi, all'inizio di settembre, è costretto a un lungo stop per una frattura al malleolo.
Nella stagione 2009-2010 si trasferisce al Varese, società di Prima Divisione, ancora una volta con la formula del prestito; fa il suo esordio assoluto in campionato il 30 agosto nel derby contro il Como. Alla fine della stagione conquista la promozione in Serie B con 16 presenze di cui una nei play-off contro il Benevento, partita durante la quale subisce l'ennesimo infortunio che lo allontanerà dal campo fino all'autunno successivo.
Nella stagione 2010-2011 fa rientro a Bergamo dove prosegue la riabilitazione. Torna a calcare il campo da gioco il 27 ottobre 2010 nella partita di Coppa Italia contro il Livorno. Esordisce poi in Serie B il 29 maggio 2011 nella partita pareggiata contro il Grosseto che sancisce il primato in classifica della squadra orobica. L'Atalanta è promossa in Serie A.
Nella stagione 2011-2012 si trasferisce allo Spezia, squadra militante in Prima Divisione, in comproprietà. Durante un allenamento nel raduno estivo della squadra spezzina, il giocatore rimane gravemente infortunato: gli accertamenti di rito evidenziano una frattura spiroide terzo distale perone destro con diastasi del mortaio. Il giocatore sarà sottoposto ad un nuovo intervento chirurgico.
Segna il suo primo gol in competizioni ufficiali con la maglia dello Spezia il 25 febbraio 2012, contro la Virtus Lanciano, siglando il definitivo 1-0 per i bianconeri. Alla fine della stagione vince la Coppa Italia Lega Pro, la Supercoppa di Lega Pro ed il campionato di Prima Divisione conquistando la promozione diretta in Serie B.
Nella stagione 2012-2013 la metà del cartellino appartenente allo Spezia viene riacquistata dall'Atalanta, che poi lo cede in prestito con diritto di riscatto della comproprietà al L.R. Vicenza, club di Serie B, con la cui maglia Gentili esordisce il 30 ottobre 2012 e segna il primo gol nella serie cadetta il 10 novembre 2012, realizzando la rete del definitivo pareggio nei minuti finali della partita conclusa con il punteggio di 2-2 sul campo del Cittadella. Il 17 novembre 2012 va ancora a segno nella partita vinta per 2-1 contro il Novara, in cui realizza la segnatura del definitivo 2-1; la settimana successiva subisce un infortunio agli adduttori, che gli fa perdere quasi 2 mesi (e complessive 9 partite) di gioco. Una volta rientrato in campo, segna poi sempre contro il club piemontese il 13 aprile 2013, segnando la rete del momentaneo 1-0 in favore della sua squadra, che poi perde però la partita per 3-1. Chiude la stagione con 3 reti in 11 presenze (tutte da titolare) e, in seguito alla retrocessione in Lega Pro della squadra, non viene riscattato facendo così ritorno all'Atalanta per fine prestito.
Nella stagione 2013-2014 si trasferisce in comproprietà alla Reggina, altro club di Serie B. Esordisce in campionato il 16 novembre 2013, nella partita casalinga contro il Palermo. Il successivo 3 dicembre segna il suo primo gol con la maglia amaranto, nella partita del quarto turno di Coppa Italia persa per 4-1 sul campo del Chievo. Trovando poco spazio nel girone di andata, nel calciomercato invernale preferisce scendere di categoria facendo ritorno a Vicenza in compartecipazione. Nel corso della seconda metà della stagione realizza una rete in 11 presenze (una delle quali nei play-off) con il club veneto, che a seguito del fallimento del Siena viene ripescato in Serie B; nella stagione 2014-2015 rimane al club veneto, che da neopromosso ottiene una qualificazione ai play-off nel campionato cadetto: il difensore toscano, che per la prima volta in carriera riesce a chiudere una stagione senza infortunarsi, gioca in totale 23 partite in campionato (2 delle quali nei play-off) ed in aggiunta anche una partita in Coppa Italia.
Nella stagione 2015-2016 torna però ad essere gravemente condizionato dai problemi fisici: ad inizio stagione salta un mese per un problema ad un piede ma, appena rientrato da tale infortunio, ne subisce un altro ai legamenti di un ginocchio, da cui rientra solamente nel mese di novembre: a causa di questi problemi fisici riesce a collezionare solo alcune apparizioni in panchina, ed il 23 dicembre 2015 rescinde consensualmente il contratto con il club biancorosso.
Nella stagione 2016-2017, dopo essere rimasto senza squadra per oltre un anno a causa dell'ennesimo grave infortunio, il 14 febbraio 2017 viene tesserato dalla Carrarese, militante in Lega Pro.; dal momento del suo tesseramento da parte del club toscano, colleziona 11 presenze su 12 partite disponibili (2 delle quali nei play-out) e realizza 2 gol, tra cui quello decisivo per la salvezza nella partita di ritorno play-out contro la Lupa Roma (incontro finito con il punteggio di 1-0, dopo analogo risultato in favore del club laziale nella partita di andata).
Il 27 ottobre firma un contratto con il Real Forte Querceta, formazione militante in Serie D, con cui disputa un ottimo girone di andata. Il 17 aprile 2018 lascia la squadra toscana per partecipare alla quindicesima edizione del Grande Fratello, classificandosi al terzo posto.
Il 24 gennaio 2019 si accasa alla FC Pecciolese 1936, squadra militante in Promozione con la quale disputa sei delle sette partite rimanenti (realizzando tre goal) e vince il campionato e la Supercoppa di categoria, conquistando la promozione al campionato di Eccellenza. Il 21 giugno 2019 firma con il Prato, in Serie D; rimane nel club fino al 2021, totalizzando ulteriori 27 presenze e 3 reti in questa categoria, venendo ancora una volta funestato dai problemi fisici (in due stagioni, la prima delle quali peraltro interrotta dalla pandemia di Covid-19, salta 31 partite su 58 a causa di infortuni vari).

### Nazionale
È stato convocato in tutte le selezioni giovanili azzurre.
Esordisce con la nazionale Under-17 nel 2005. Nei successivi quattro anni gioca rispettivamente con l'Under-18, l'Under-19 e l'Under-20.
Nel 2008 prende parte al Campionato europeo Under-19, giocando l'intera competizione da titolare fino alla finalissima persa 3-1 contro la Germania e durante la quale verrà espulso nella ripresa per doppia ammonizione. Si aggiudica quindi la medaglia d'argento.
Viene convocato per la prima volta in nazionale Under-21 dal c.t. Pierluigi Casiraghi per l'amichevole Russia-Italia (3-2) del 12 agosto 2009, nella quale non viene impiegato. Confermato tra i convocati anche per le gare di qualificazione all'Europeo Under-21 contro Galles e Lussemburgo del 4 e 8 settembre, dove però non viene impiegato.
Nell'autunno dello stesso anno partecipa al Mondiale Under-20, svolto in Egitto. Titolare in quattro delle cinque gare disputate dagli azzurrini, salta l'ottavo di finale contro la Spagna per infortunio Rientra nel quarto di finale perso 3-2 ai tempi supplementari contro l'Ungheria..
In carriera ha giocato in totale 25 partite con le varie nazionali giovanili italiane.

## Programmi televisivi
- Grande Fratello 15 (Canale 5, 2018) - Concorrente, terzo classificato

## Statistiche

### Presenze e reti nei club
| Stagione            | Squadra                       | Campionato      | Campionato | Campionato | Coppe nazionali | Coppe nazionali | Coppe nazionali | Coppe continentali | Coppe continentali | Coppe continentali | Altre coppe | Altre coppe | Altre coppe | Totale | Totale |
| Stagione            | Squadra                       | Comp            | Pres       | Reti       | Comp            | Pres            | Reti            | Comp               | Pres               | Reti               | Comp        | Pres        | Reti        | Pres   | Reti   |
| ------------------- | ----------------------------- | --------------- | ---------- | ---------- | --------------- | --------------- | --------------- | ------------------ | ------------------ | ------------------ | ----------- | ----------- | ----------- | ------ | ------ |
| 2007-2008           | Atalanta                      | A               | 0          | 0          | CI              | 0               | 0               | -                  | -                  | -                  | -           | -           | -           | 0      | 0      |
| 2008-2009           | Pergocrema                    | 1D              | 0          | 0          | CI+CI-LP        | 1+0             | 0               | -                  | -                  | -                  | -           | -           | -           | 1      | 0      |
| 2009-2010           | Varese                        | 1D              | 15+1       | 0          | CI+CI-LP        | 2+3             | 0               | -                  | -                  | -                  | -           | -           | -           | 21     | 0      |
| 2010-2011           | Atalanta                      | B               | 1          | 0          | CI              | 1               | 0               | -                  | -                  | -                  | -           | -           | -           | 2      | 0      |
| 2011-2012           | Spezia                        | 1D              | 7          | 1          | CI+CI-LP        | 0               | 0               | -                  | -                  | -                  | SPD         | 0           | 0           | 7      | 1      |
| 2012-2013           | L.R. Vicenza                  | B               | 11         | 3          | CI              | 0               | 0               | -                  | -                  | -                  | -           | -           | -           | 11     | 3      |
| 2013-gen. 2014      | Reggina                       | B               | 2          | 0          | CI              | 1               | 1               | -                  | -                  | -                  | -           | -           | -           | 3      | 1      |
| gen.-giu. 2014      | L.R. Vicenza                  | 1D              | 10+1       | 2          | -               | -               | -               | -                  | -                  | -                  | -           | -           | -           | 11     | 2      |
| 2014-2015           | L.R. Vicenza                  | B               | 21+2       | 0          | CI              | 1               | 0               | -                  | -                  | -                  | -           | -           | -           | 24     | 0      |
| 2015-dic. 2015      | L.R. Vicenza                  | B               | 0          | 0          | CI              | -               | -               | -                  | -                  | -                  | -           | -           | -           | 0      | 0      |
| Totale Vicenza      | Totale Vicenza                | Totale Vicenza  | 42+3       | 5          |                 | 1               | 0               |                    | -                  | -                  |             | -           | -           | 46     | 5      |
| feb.-giu. 2017      | Carrarese                     | LP              | 9+2        | 1+1        | CI+CI-LP        | -               | -               | -                  | -                  | -                  | -           | -           | -           | 11     | 2      |
| ott. 2017-2018      | Real Forte dei Marmi-Querceta | D               | 20         | 2          | CI-D            | -               | -               | -                  | -                  | -                  | -           | -           | -           | 20     | 2      |
| gen. 2019-lug. 2019 | Pecciolese                    | Prom.           | 6          | 3          | -               | -               | -               | -                  | -                  | -                  | SP          | 2           | 0           | 8      | 3      |
| 2019-2020           | Prato                         | D               | 21         | 2          | CI-D            | -               | -               | -                  | -                  | -                  | -           | -           | -           | 21     | 2      |
| 2020-2021           | Prato                         | D               | 6          | 1          | -               | -               | -               | -                  | -                  | -                  | -           | -           | -           | 6      | 1      |
| Totale Prato        | Totale Prato                  | Totale Prato    | 27         | 3          |                 | 0               | 0               |                    | -                  | -                  |             | -           | -           | 27     | 3      |
| Totale carriera     | Totale carriera               | Totale carriera | 131+6      | 15+1       |                 | 9               | 1               |                    | -                  | -                  |             | 2           | 0           | 148    | 17     |

## Palmarès

### Club

#### Competizioni giovanili
- Campionato Allievi Nazionali: 1

Atalanta: 2004-2005
- Campionato Berretti: 1

Atalanta: 2005-2006

#### Competizioni nazionali
- Campionato italiano di Serie B: 1

Atalanta: 2010-2011
- Lega Pro Prima Divisione: 1

Spezia: 2011-2012
- Coppa Italia Lega Pro: 1

Spezia: 2011-2012
- Supercoppa di Lega di Prima Divisione: 1

Spezia: 2012

#### Competizioni regionali
- Promozione: 1

Pecciolese: 2018-2019
- Supercoppa di Promozione Toscana: 1

Pecciolese: 2019